# Ведищева Аїда Семенівна
Аїда Семенівна Ведищева (уроджена Іда Соломонівна Вайс; нар.. 10 червня 1941, Казань) — радянська та американська співачка, більш відома як виконавиця популярних пісень з кінофільмів («Пісенька про ведмедів», «Допоможи мені», «Лісовий олень») і мультфільмів («Колискова ведмедиці»), а також перша виконавиця пісні «Товариш».

## Біографія
Народилася в Казані незадовго до війни, в родині доктора медичних наук, професора Соломона Йосиповича Вайса (1886—1968), завідувача кафедрами одонтології Іркутського медичного інституту, терапевтичної стоматології Київського інституту стоматології, Казанського ДІДУАв, та Олени Митрофанівни Ємельянової, зубного лікаря Іркутської обласної стоматологічної клініки.
У 1951 року родина переїхала до Іркутська. Там закінчила музичне училище, де грала в студентському театрі музичної комедії, а потім інститут іноземних мов, де вивчала німецьку та англійську. Після закінчення інституту Аїда Вайс поїхала до Москви і намагалася вступити до Вищого театрального училища імені М. С. Щепкіна, але спроба не вдалася. Завдяки красивому, сильному голосу розпочала співочу кар'єру. На сцені стала виступати з початку 1960-х років естрадною співачкою Харківської філармонії. Вона співала в оркестрі Олега Лундстрема, потім в оркестрі Леоніда Утьосова.
З 1966 року Іда Вайс давала сольні концерти з ансамблем «Мелотон», співала також у ВІА «Блакитні гітари» Ігоря Гранова. У 1966 році стала лауреатом Першого всесоюзного конкурсу радянської пісні. Всесоюзну популярність здобула, заспівавши в 1966 році «Песенку о медведях» у фільмі «Кавказька полонянка» (платівка розійшлася семимильйонним накладом).
У 1968 році за пісню «Гуси, гуси» отримала диплом на фестивалі в Сопоті. Далі були пісні: «Вулкан страстей» («Помоги мне») з фільму «Діамантова рука» (1968), популярна в ті роки пісня «Товарищ» («Чтоб дружбу товарищ пронёс по волнам…», 1970), «Лесной олень» (з фільму «Ох вже ця Настя!», 1972), «Синяя вода», «Чунга-Чанга» (з мультфільму «Катерок») та інші.
Незважаючи на успіх у слухачів, їй, як і деяким іншим співакам (Вадим Мулерман, Лариса Мондрус, Майя Кристалінська), чинили перешкоди: не завжди згадували в титрах фільмів, не дозволяли концерти, холодно ставилися на телебаченні, не випускали на гастролі за кордон. На думку, зокрема, Федора Раззакова, однією з причин цього був антисемітизм керівника Держтелерадіо Сергія Лапіна. Наприклад, пісню «Лесной олень» виконав у фіналі «Пісні-73» Великий дитячий хор центрального телебачення і всесоюзного радіо. З середини 1970-х ім'я співачки зникло і з титрів кіно та мультфільмів за її участю. Однак сама співачка розповідає, що вона потрапила в немилість з боку офіційних осіб радянської культури після фестивалю в Сопоті:
|  | «Я відразу подружилася з європейськими зірками - Геленою Вондрачковою, Радмілою Караклаїч, Карелом Готтом. І ось уявіть: в один з конкурсних днів по місцевому радіо оголошують: "Радянські війська увійшли до Праги". Що тут почалося! Карел Готт зі словами "Я не можу співати, коли Батьківщина в небезпеці", покинув конкурс. Мені було так погано, так соромно, ніби в цьому введення військ була моя особиста вина! А тут ще з Москви посипалися начальницькі дзвінки: "Ведищевій - не співати!" Влада боялася, що з солідарності до чехів представницю Радянського Союзу публіка освистає. Але я не послухалася. Виступила. І заспівала замість однієї пісні декілька. Причому пару пісень Володі Шаїнського, який, як виявилося, в той час був у влади не в фаворі. Всупереч політичній заварусі, зустріли мене чудово, викликали на "біс" і за результатами конкурсу нагородили другою премією. А в цей час в Москві міністру культури Катерині Фурцевій вже доповідали про мою витівку. Так я і потрапила до чорного списку. Мене перестали показувати на телебаченні, транслювати на радіо, скасовували концерти». З інтерв'ю "Десь на білому світі ..." |

У 1980 році Аїда Ведищева поїхала з матір'ю та сином до США. За її твердженнями, ще в 1978 році наказом Мінкульту були розмагнічені всі нечисленні відеоплівки з виступами співачки і стерті всі записи радіофонду. Однак, вони збереглися в особистій фонотеці:
|  | «Наказом Мінкульту розмагнітили всі мої записи. Про це я дізналася випадково, будучи на гастролях в Узбекистані. Але я людина скрупульозна, всі свої пісні після виступів переписувала для себе, зібрала свою фонотеку [...]. Найголовніше, що мені вдалося вивезти, - моя фонотека. Її не хотіли пропускати. Не дозволяється. Залиште! І тоді я заспівала "Помоги мне!" На весь аеропорт. Ось так врятувала мене пісня, митники, звичайно, впізнали мене і махнули рукою».. |

В Америці Ведищевій довелося почати співочу кар'єру з нуля, вступити до театрального коледжу і пройти чотирирічний курс навчання, вивчаючи американський кінематограф, танець. Спочатку вона оселилася в Нью-Йорку, а потім переїхала до Лос-Анджелесу. Тут вона створила власний театр і власне телешоу на каліфорнійському ТБ. Єдина естрадна співачка з Радянського Союзу, яка домоглася беззастережного визнання в Америці. Виступає Аїда Ведищева під псевдонімом Amazing Aida. Виконує в основному американський репертуар — пісні з популярних бродвейських мюзиклів і голлівудських фільмів; крім того, пісні Мішеля Леграна, російські та циганські романси, єврейські пісні.
Згодом вона стала рідше виступати, але почала сама писати пісні. Серед її пісень — «Баллада о Чернобыле», «Жизнь — это музыка», «Рождество», «Америка», «Я вернусь, Москва!».
З 1989 року неодноразово відвідувала Радянський Союз, потім — Росію. Брала участь у фестивалі «Золотий шлягер» у Могильові.
На початку 1990-х років їй був поставлений діагноз «рак третього ступеня». Незважаючи на застереження лікарів, вона наполягла на операції і пройшла курс хіміотерапії. Відтак, хвороба відступила.
У 1998 році Ведіщева поставила шоу «Міс Свобода — для нового тисячоліття».
Після теракту 2001 року Аїда Ведищева написала мюзикл «Шедевр и поющая Свобода» і присвятила його статуї Свободи. Мюзикл йшов у 2007 році на Бродвеї.
У 2017 році в Єкатеринбурзі в Театрі музичної комедії був поставлений спектакль «Відлига. Мелодії долі», присвячений творчості трьох зірок радянської естради — Ніни Бродської, Аїди Ведищевої та Лариси Мондрус.

### Родина
- Перший чоловік — В'ячеслав Ведищев, артист цирку — еквілібрист. Діти:
  - син Володимир, бізнесмен і музикант.
- Другий чоловік — Борис Двернік, піаніст, керівник ансамблю «Мелотон».
- Третій чоловік — Джей Маркофф, бізнесмен.
- Четвертий чоловік — Наїм Беджим (по теперішній час).

## Пісні
- Аве Мария (музика — Д. Родрігос, вірші — Д. Чашников)
- Арифметика, 1969 (музика — В. Хвойницький, вірші — Н. Олев)
- Ах, Наташа (музика — В. Шаїнський, вірші — Л. Ошанін)
- Бархатный сезон (музика — Л. Лядова, вірші — Л. Буніна)
- Будешь ты (музика — С. Ковальський, вірші — В. Сергєєв)
- Будь со мною прежним, 1968 (музика — В. Шаїнський, вірші — А. Нагорняк)
- Будь, что будет (музика — Я. Френкель, вірші — М. Таніч)
- Все одно ты будеш мой, 1969 (музика — А. Зацепін, вірші — Л. Дербеньов)
- Гололёд, 1969 (музика — А. Зацепін, вірші — Л. Дербеньов)
- Гуси-гуси, 1967 (музика — С. Пожлаков, вірші — Н. Малишев)
- Две душы (музика — В. Шаїнський, вірші — С. Островой)
- Две минуты (музика — Е. Ханок, вірші — Д. Костюрін)
- Двое (музика — В. Гамалія, вірші — Ф. Лаубе)
- Детство (музика — В. Шаїнський, вірші — А. Осипова)
- Дорожная песня, 1968 (музика — А. Зацепін, вірші — О. Гаджікасімов)
- Если б я была тобой (музика — В. Шаїнський, вірші — Б. Брянський)
- Если любишь ты (музика — Ю. Антонов, вірші — Л. Дербеньов)
- Если улыбаются веснушки (музика — Є. Птічкін, вірші — М. Пляцковский)
- Журавли (музика — Е. Ханок, вірші — А. Досталь)
- Загадай желание (музика — І. Гранів, вірші — Д. Іванов)
- Звезды (музика — М. Табачників. Вірші — Я. Хелемський)
- Колыбельная (музика — А. Мажуков, вірші — О. Гаджікасімов)
- Колдунья (музика — Р. Майоров, вірші — О. Гаджікасімов)
- Корабль воспоминаний (іспанська пісня, вірші — С. Камінський)
- Куда же вы спешите, 1968 (музика — Б. Савельєв, вірші — Л. Дербеньов)
- Лесной олень, 1971 (музика — Є. Крилатов, вірші — Ю. Ентін), з к / ф «Ох вже ця Настя!»
- Любовь (музика — О. Фельцман, вірші — Н. Олев)
- Любовь не вернуть (музика — П. Фішер, вірші — Д. Чашников)
- Мелодия любви (музика — H. Norma, вірші — Д. Чашников)
- Моё счастье море унесло (музика — А. Дніпрова, вірші — А. Ведіщева)
- Моя мечта (музика — J. Kosma, вірші — В. Сергєєв)
- Море, ты и я (музика — І. Таку, вірші — А. Ведіщева)
- Надежда, Вера, Любовь (музика — В. Де Вам, А. Ведіщева, вірші — А. Ведіщева)
- Найди меня, 1969 (музика — В. Хвойницький, вірші — Г. Бейлін)
- Напрасно спорил ты (музика — Б. Савельєв, вірші — В. Харитонов)
- На рассвете (музика — Ю. Казарян, вірші — В. Саакова)
- Не родись красивой, 1970 (музика — Р. Майоров, вірші — О. Гаджікасімов)
- Не йти (музика — Ю. Чічков, вірші — В. Сергєєв)
- Отзовись (музика — С. Пожлаков, вірші — Н. Малишев)
- Откровенная песня (Окна светятся) (музика — В. Гамалія, вірші — М. Таніч)
- Песенка вполголоса, 1969 (музика — С. Заславський, вірші — М. Пляцковский)
- Песенка о медведях, 1966 (музика — А. Зацепін, вірші — Л. Дербеньов)
- Песня о весне, 1968 (музика — А. Зацепін, вірші — О. Гаджікасімов)
- Песня о Душанбе, 1968 (музика — А. Зацепін, вірші — О. Гаджікасімов)
- Поезда (музика — Р. Майоров, вірші — Н. Олев)
- Последние дни уходящего лета (музика — Р. Майоров, вірші — Д. Іванов)
- Просто возраст мой такой, 1970 (музика — Б. Савельєв, вірші — М. Пляцковский)
- Прощай, мама (англійська пісня, вірші — В. Сергєєв)
- Прощание с Братском (дует з Ю. Пузирьова, музика — А. Пахмутова, вірші — С. Гребенніков, Н. Добронравов)
- Пьяниссимо (італійська пісня, вірші — Д. Чашников)
- Разве тот мужчина (музика — О. Фельцман, вірші — Р. Гамзатов)
- Сентябрины (музика — В. Шаїнський, вірші — А. Поперечний)
- Синяя вода (музика — В. Шаїнський, вірші — Ю. Ентін)
- Смешной паренек (музика — В. Шаїнський, вірші — В. Аленін)
- Старый сад (музика — Р. Орлов, обр. В. Махлянкіна, вірші — Л. Дербеньов), російськомовна версія польської пісні «Jiesienny pan» (музика — Roman Orłow, вірші — Wojciech Młynarski)
- Старые часы (музика — Б. Савельєв, вірші — О. Гаджікасімов)
- Стожары (музика і вірші — В. Навескін)
- Твоя вина (музика — Є. Мартинов, вірші — А. Дементьєв, Д. Усманов)
- Товарищ (музика — О. Іванов, вірші — А. Прокоф'єв)
- Ты приносишь мне рассвет (музика — Є. Мартинов, вірші — А. Дементьєв, Д. Усманов)
- Человек придумал песню, 1966 (музика — І. Гранів, вірші — Л. Дербеньов)
- Черемуха (музика — В. Шаїнський, вірші — В. Харитонов)
- Чорный кофе (музика — В. Шаїнський, вірші — А. Алшутов)
- Чёт или нечёт, 1969 (музика — В. Гамалія, вірші — І. Шаферан)
- Чунга-чанга (в дуеті з А. Горіховим, музика — В. Шаїнський, вірші — Ю. Ентін)
- Шаги по траве (музика — М. Легран, выршы — І. Рєзнік)
- Я буду ждать тебя, 1968 (музика — А. Зацепін, авірші — О. Гаджикасімов)
- Я люблю тебя, Москва (музика — А. Абрамов, вірші — Л. Іванова)

### Пісні до кінофільмів
- «Три плюс два», 1963 — «Пусть говорят» в дуеті з Геннадієм Ніловим (музика — А. Волконський, вірші — С. Міхалков)
- «Кавказька полонянка», 1966 — «Песенка о медведях» (музика — А. Зацепін, вірші — Л. Дербеньов)
- «Червоне, синє, зелене»,1966 — «Уходим в старину» (музика — Р. Фіртіч, вірші — Д. Іванов, Ст. Трифонов)
- «Білий рояль», 1968 — «Дорожная песня», «Первая весна», «Песня о Душанбе», «Я буду ждать тебя» (автори всіх пісень: музика — А. Зацепін, вірші — О. Гаджикасимов)
- «Діамантова рука», 1968 — «Помоги мне» (музика — А. Зацепін, вірші — Л. Дербеньов)
- «Янгол у тюбетейці», 1968 — «Все равно ты будешь мой» (музика — А. Зацепін, слова — Л. Дербеньов)
- «В гостях у московської міліції» (фільм-спектакль),  1968 — «Весна — это музыка» (музика — Р. Майоров, слова — А. Ольгін)
- «Ох вже ця Настя!», 1971 — «Лесной олень» (музика — Є. Крилатов, вірші — Ю. Ентін)

### Пісні до мультфільмів
- «Умка», 1969 — «Колыбельная медведицы» (музика Євгена Крилатова, вірші Юрія Яковлєва)
- «Катерок», 1970 — «Чунга-чанга» в дуеті з Анатолієм Гороховим, «Синяя вода».

### Озвучування
Приспів пісні «Товарищ» використаний в озвучуванні мультфільму «І мама мене простить [Архівовано 11 квітня 2015 у Wayback Machine.]», 1975.

## Дискографія

### Пластинки, випущені всесоюзною фірмою грамплатівок «Мелодія»

#### Гранд, гігант
- 1969 — Поёт Аида Ведищева (гранд). 33Д—26625 Сторона 1: Любовь. Гололед. Старый сад. Смешной паренек. Громче. 33Д—26626 Сторона 2: Арифметика. Любовь не вернуть. Я буду ждать тебя. Весна — это музыка. Иду за счастьем.
- 1974 — Аида Ведищева (гигант). С60—05165 Сторона 1: Твоя вина. Вечный странник. Я верю. Когда любовь жива. Море, ты и я. Будешь ты. С60—05166 Сторона 2: Ты приносишь мне рассвет. Моя мечта. Я так тебя люблю. Мое счастье море унесло. Вчера все казалось прекрасным. Корабль воспоминаний.

##### Міньйони
- 1967 — Поет Аида Ведищева: Я не знаю. Если б я была тобой. Золушка. Пусть летят журавли.
- 1967 — Поет Аида Ведищева: Человек придумал песню. Сентябрины. Дуй, ветерок. Если б я мальчишкою была.
- 1968 — Поет Аида Ведищева: Чёрный кофе, Старые часы. Детство.
- 1969 — Аида Ведищева: Будь со мною прежним. А ты. Куда же вы спешите. Я не знаю.
- 1969 — Пісні із к/ф «Білий рояль»: Дорожная песня. Первая весна. Песня о Душанбе. Я буду ждать тебя (Танго-пародия). Аида Ведищева.
- 1970 — Поет Аида Ведищева: Не родись красивой. Аве Мария. Черемуха. Найди меня.
- 1970 — Аида Ведищева: Ах, Наташа. Старый сад. Чет или нечет. Окна светятся.
- 1971 — Аида Ведищева: Стожары. Не уйти. Все в мире как вчера. Две минуты.
- 1978 — «Наша юность. Олег Иванов. Песни»: Наша юность. Комсомольское слово. Комсомольская песня. Товарищ. Поет Аида Ведищева.

##### Гнучкі грамплатівки
- 1968 — Поет Аида Ведищева: Чёрный кофе, Старые часы. Детство.
- 1968 — Аида Ведищева: Будь со мною прежним. А ты. Куда же вы спешите. Я не знаю.
- 1969 — Аида Ведищева (запись на одной стороне): Все равно ты будешь мой. Будь, что будет.
- 1969 — Аида Ведищева. Пісні із к/ф «Білий рояль»: Дорожная песня. Первая весна. Песня о Душанбе. Я буду ждать тебя (танго-пародія).
- 1969 — Аида Ведищева: Ах, Наташа. Старый сад. Чет или нечет. Окна светятся
- 1970 — Поет Аида Ведищева: Не родись красивой. Аве Мария. Черемуха.
- 1972 — Аида Ведищева: Стожары. Не уйти. Все в мире как вчера. Две минуты.
- 1974 — Аида Ведищева: Если любишь ты. Утро было розово. Шаги по траве. Две души.
- 1974 — Аида Ведищева: Моя мечта. Море, ты и я. Корабль воспоминаний. Мое счастье море унесло.
- 1975 — Аида Ведищева: Пускай же. Прощай, мама. Только ты. Любовь.

##### Платівки на 78 обертів
- 1967 — Песенка о медведях. Если б я мальчишкою была.
- 1967 — Гуси-гуси. Человек придумал песню.
- 1967 — Я не знаю. Золушка.
- 1968 — Пусть летят журавли. Будь со мною прежним.
- 1968 — Чёрный кофе. Старые часы.
- 1969 — Окна светятся. Дорожная песня.
- 1969 — Будь, что будет. Все равно ты будешь мой.
- 1969 — Ах, Наташа. Старый сад.

## Фільмографія
- 2006 «Аїда Ведищева. Десь на білому світі». Документальний фільм
- 2016 «Аїда Ведищева. Граючи зірку». Документальний фільм

## Нагороди
- КіноВатсон — «За високий внесок у мистецтво кіно».
- Лауреат міжнародної премії «Професія — життя».